# Kanadische Unterhauswahl 1988
- NDP: 43
- Lib: 83
- PC: 169

Die 34. kanadische Unterhauswahl (engl. 34th Canadian General Election, frz. 34e élection fédérale canadienne) fand am 21. November 1988 statt. Gewählt wurden 295 Abgeordnete des kanadischen Unterhauses (engl. House of Commons, frz. Chambre des Communes). Die regierende Progressiv-konservative Partei von Brian Mulroney büßte zwar sieben Prozent Wähleranteil ein, erreichte aber trotzdem eine komfortable absolute Mehrheit. Der Liberalen Partei gelang es, sich von der schweren Wahlniederlage vor vier Jahren zu erholen und ihre Sitzzahl mehr als zu verdoppeln.

## Die Wahl
Das Freihandelsabkommen zwischen Kanada und den Vereinigten Staaten beherrschte den Wahlkampf. Premierminister Brian Mulroney hatte es im Oktober 1988 unterzeichnet, es war aber noch nicht vom Parlament ratifiziert worden. Die von John Turner angeführte Liberale Partei sprach sich gegen das Abkommen aus, ebenso die Neue Demokratische Partei von Ed Broadbent. Nach einigen Skandalen schien die Progressiv-konservative Partei geschwächt und die Liberalen machten sich berechtigte Hoffnungen, nach vier Jahren Unterbrechung wieder an die Macht zu gelangen.
Die Meinungsumfragen zeigten ein uneinheitliches Bild, Regierung und Opposition lagen abwechselnd in Führung. Die Progressiv-Konservativen führten zunächst einen eher unauffälligen Wahlkampf, gingen dann aber dazu über, Turners Glaubwürdigkeit anzugreifen. Damit verbunden war eine teure Werbekampagne für das Freihandelsabkommen. Der Regierung gelang es dadurch, sich entscheidend abzusetzen.
Zwar büßten die Progressiv-Konservativen sieben Prozent Wähleranteil an, doch blieben sie weiterhin die klar stärkste Kraft und konnten ihre absolute Mehrheit verteidigen. Den Liberalen gelang es, die Zahl ihrer Mandate mehr als zu verdoppeln und somit die Verluste von 1984 etwas auszugleichen; für den Wahlsieg reichte es aber bei weitem nicht. Die Neuen Demokraten erzielten das bis dahin beste Ergebnis überhaupt, in den Provinzen British Columbia und Saskatchewan wurden sie sogar stärkste Kraft.
Die Wahlbeteiligung betrug 75,3 %.

## Ergebnisse

### Gesamtergebnis

Übersicht der Provinzen und Territorien

Brian Mulroney

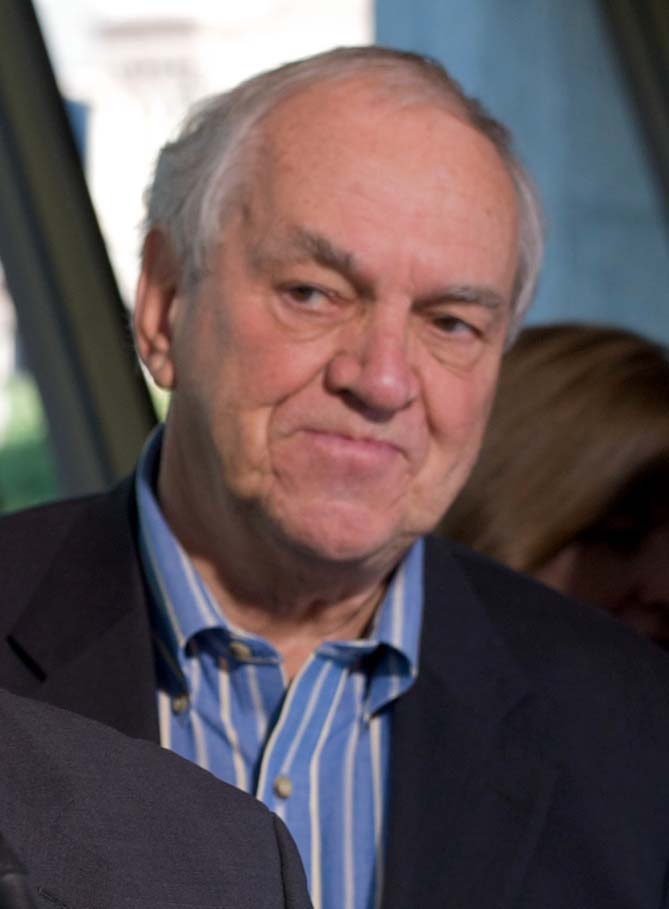
Ed Broadbent

| Partei | Partei                         | Vorsitzender     | Kandi- daten | Sitze 1984 | bei Auf- lösung | Sitze 1988 | +/−  | Stimmen    | Wähler- anteil | +/−      |
| ------ | ------------------------------ | ---------------- | ------------ | ---------- | --------------- | ---------- | ---- | ---------- | -------------- | -------- |
|        | Progressiv-konservative Partei | Brian Mulroney   | 295          | 211        | 203             | 169        | − 42 | 5.667.543  | 43,03 %        | − 7,00 % |
|        | Liberale Partei                | John Turner      | 294          | 040        | 038             | 083        | + 43 | 4.205.072  | 31,92 %        | + 3,90 % |
|        | Neue Demokratische Partei      | Ed Broadbent     | 295          | 030        | 032             | 043        | + 13 | 2.685.263  | 20,38 %        | + 1,57 % |
|        | Reformpartei                   | Preston Manning  | 072          |            |                 |            |      | 275.767    | 2,09 %         | + 2,09 % |
|        | Christian Heritage             | Ed Vanwoudenberg | 063          |            |                 |            |      | 102.533    | 0,78 %         | + 0,78 % |
|        | Parti Rhinocéros               | Cornelius I.     | 074          |            |                 |            |      | 52.173     | 0,40 %         | − 0,39 % |
|        | Grüne Partei                   | Seymour Trieger  | 068          |            |                 |            |      | 47.228     | 0,36 %         | + 0,15 % |
|        | Confederation of Regions       | Elmer Knutson    | 051          |            |                 |            |      | 41.342     | 0,31 %         | − 0,21 % |
|        | Libertarian Party              | Dennis Corrigan  | 088          |            |                 |            |      | 33.135     | 0,25 %         | + 0,06 % |
|        | Nicht parteigebunden           |                  | 100          | 001        | 004             |            | − 01 | 24.516     | 0,19 %         | − 0,12 % |
|        | Unabhängige                    |                  | 055          |            |                 |            |      | 22.982     | 0,17 %         | − 0,01 % |
|        | Commonwealth Party             | Gilles Gervais   | 058          |            |                 |            |      | 7.467      | 0,06 %         |          |
|        | Kommunistische Partei          | George Hewison   | 051          |            |                 |            |      | 7.066      | 0,05 %         | − 0,01 % |
|        | Social Credit Party            | Harvey Lainson   | 009          |            |                 |            |      | 3.407      | 0,03 %         | − 0,10 % |
|        | vakant                         |                  |              |            | 005             |            |      |            |                |          |
| Gesamt | Gesamt                         | Gesamt           | 1.573        | 282        | 282             | 295        | + 13 | 13.175.494 | 100,0 %        |          |

### Ergebnis nach Provinzen und Territorien
| Partei      | Partei                         | Partei      | BC   | AB   | SK   | MB   | ON   | QC   | NB   | NS   | PE   | NL   | NW   | YK   | Gesamt |
| ----------- | ------------------------------ | ----------- | ---- | ---- | ---- | ---- | ---- | ---- | ---- | ---- | ---- | ---- | ---- | ---- | ------ |
|             | Progressiv-konservative Partei | Sitze       | 12   | 25   | 4    | 7    | 46   | 63   | 5    | 5    |      | 2    |      |      | 169    |
|             | Progressiv-konservative Partei | Anteil in % | 35,3 | 51.8 | 36,4 | 36,9 | 38,2 | 52,7 | 40,4 | 40,9 | 41,5 | 42,2 | 26,4 | 35,3 | 43,0   |
|             | Liberale Partei                | Sitze       | 1    |      |      | 5    | 43   | 12   | 5    | 6    | 4    | 5    | 2    |      | 83     |
|             | Liberale Partei                | Anteil in % | 20,4 | 13,7 | 18,2 | 36,5 | 38,9 | 30,3 | 45,5 | 46,5 | 49,9 | 45,0 | 41,4 | 11,3 | 31,9   |
|             | Neue Demokratische Partei      | Sitze       | 19   | 1    | 10   | 2    | 10   |      |      |      |      |      |      | 1    | 43     |
|             | Neue Demokratische Partei      | Anteil in % | 37,0 | 17,4 | 44,2 | 21,3 | 20,1 | 14,4 | 9,3  | 11,4 | 7,5  | 12,4 | 28,3 | 51,4 | 20,4   |
|             | Reformpartei                   | Anteil in % | 4,8  | 15,4 |      | 3,3  |      |      |      |      |      |      |      |      | 2,1    |
|             | Christian Heritage             | Anteil in % |      | 1,1  |      | 3,3  | 1,4  |      |      |      |      |      |      | 2,0  | 0,8    |
|             | Parti Rhinocéros               | Anteil in % |      |      |      |      |      | 1,2  |      |      |      |      |      |      | 0,4    |
|             | Confederation of Regions       | Anteil in % |      |      |      |      |      |      | 4,3  |      |      |      |      |      | 0,3    |
|             | Commonwealth Party             | Anteil in % |      |      |      |      |      | 0,2  |      |      |      |      |      |      | 0,1    |
| Sitze total | Sitze total                    | Sitze total | 32   | 26   | 14   | 14   | 99   | 75   | 10   | 11   | 4    | 7    | 2    | 1    | 295    |